# Lijst van onderscheidingen van prins Hendrik der Nederlanden
Prins Hendrik der Nederlanden, geboren als Hertog van Mecklenburg-Schwerin kreeg voor en na zijn huwelijk met Koningin Wilhelmina der Nederlanden tal van onderscheidingen. Als prins uit een regerende familie kwam hij volgens het gangbare protocol in aanmerking voor de hoogste graad, het grootkruis, in een ridderorde. 
Prins Hendrik legde, geheel volgens de regels van de heraldiek, zijn wapenschild op het kruis van de Orde van Malta. Hij droeg vaak zijn achtpuntige kruis van de Johanniterorde of Orde van Malta en zijn Spaanse Gulden Vlies.
Lijst van Nederlandse of met Nederland verbonden onderscheidingen
- 1. Grootkruis in de Orde van de Nederlandse Leeuw  (17 oktober 1900)
- 2. Grootkruis in de Orde van Oranje-Nassau (18 april 1907)
- 3. Grootkruis in de Huisorde van Oranje

Prins Hendrik was nauw bij de instelling van deze huisorde betrokken en werd een der eerste grootkruisen.
- 4. Grootkruis in de Orde van de Gouden Leeuw van Nassau (een Luxemburgse benoeming)
- 5. Watersnoodsmedaille 1926 in Zilver (16 juli 1927)
- 6. Medaille van het Rode Kruis (11 maart 1911) met briljanten versierd op 16 december 1933
- 7. De Ruytermedaille in Goud (1907)
- 8. Onderscheidingsteken voor Langdurige Dienst als officier met het cijfer XXXV
- 9. Huwelijksmedaille 1901
- 10. Zilveren Herinneringsmedaille 1926
- 11. Rechtsridder in de Nederlandse Commanderij van de Orde van Sint-Jan (30 april 1909)

Prins Hendrik was nauw bij deze ridderlijke orde betrokken en werd een der eerste leden van de nieuwe Nederlandse afdeling.
- 12. Ere-Baljuw Grootkruis van het Nederlandse kapittel van de Souvereine Militaire Orde van Sint-Jan van Jeruzalem, Rhodos en Malta (4 mei 1911)
- 13. Kruis van Verdienste van het Nederlandse Rode Kruis
- 14. Medaille voor Trouwe Dienst van het Nederlandse Rode Kruis (juni 1927)
- 15. Mobilisatie-Herdenkingskruis 1914-1918

Lijst van onderscheidingen van (nationale regeringen van) vreemde landen
- 16. Grootkruis met keten en bronzen kroon in de Huisorde van de Wendische Kroon (Mecklenburg-Schwerin)

Deze huisorde werd door de prinsen van het Groothertogelijk Huis gedragen.
- 17. Grootkruis in de Orde van de Griffioen (Mecklenburg-Schwerin)
- 18. Grootkruis in de Orde van de Trouw (Baden)
- 19. Grootkruis of de Orde van Sint Hubertus (Beieren)
- 20. Grootkruis of de Orde van Hendrik de Leeuw (Brunswijk)
- 21. Grootkruis of de Ludwigsorde (Hessen)
- 22. Erekruis 1e Klasse (Vorstendommen Lippe-Detmold en Lippe-Schaumburg)
- 23. Grootkruis met Kroon en Keten van de Huisorde en Orde van Verdienste van Hertog Peter Friedrich Ludwig (Oldenburg)
- 24. Ridder in de Orde van de Zwarte Adelaar (Pruisen)
- 25. Ie Klasse van de Orde van de Rode Adelaar (Pruisen)
- 26. Koninklijk Erekruis (Reuss)
- 27. Grootkruis in de Orde van de Kroon van Wijnruit (Koninkrijk Saksen)
- 28. Grootkruis in de Orde van de Witte Valk (Groothertogdom Saksen)
- 29. Grootkruis van het Saksisch-Ernestijnse Huisorde (Saksische hertogdommen)
- 30. Grootkruis in de Kroonorde (Württemberg)
- 31. Grootlint in de Leopoldsorde (België)
- 32. Honorair Ridder-Grootcommandeur in de Civiele Divisie van de Orde van het Bad  (Groot-Brittannië)

Prins Hendrik was in 1907 actief betrokken bij het redden van de opvarenden van het gestrande schip SS Berlin en werd daarvoor met deze hoge Britse onderscheiding geëerd.
- 33. Grootkruis of de Orde van Sint-Alexander (Bulgarije)
- 34. Grootkruis of de Orde van Eer en Verdienste (Cuba) (1928)
- 35. Ridder in de Orde van de Olifant (Denemarken)
- 36. Ridder in de Orde van het Gulden Vlies (Spanje) (1924)
- 37. Grootkruis in het Legioen van Eer (Frankrijk)
- 38. Grootkruis of de Orde van de Verlosser (Griekenland)
- 39. Grootkruis of de Orde van de Heilige Stefanus (Hongarije)
- 40. Grootlint van de Orde van de Chrysanthemum (Japan)
- 41. Grootkruis in de Orde van Sint-Olaf (Noorwegen)
- 42. Grootkruis in de Orde van de Toren en het Zwaard (Portugal)
- 43. Grootkruis in de Orde van de Ster (Roemenië)
- 44. Orde van het Estlandse Rode Kruis Ie Klasse  (1929) (Estland)[1]

Een aantal orden wordt nu in het Museum van de Kanselarij van de Nederlandse Ridderorden in Paleis het Loo tentoongesteld. Andere versierselen worden in het Koninklijk Huisarchief bewaard. Een groot aantal onderscheidingen, waaronder die van de Deense Orde van de Olifant, moest worden teruggestuurd aan de kanselarijen.
Wilhelm II van Duitsland ·
Manfred von Richthofen ·
maarschalk Stalin ·
Hermann Göring ·
maarschalk Tito ·
koningin Juliana der Nederlanden ·
prins Bernhard der Nederlanden ·
Elizabeth II ·
koning Boudewijn der Belgen ·
prinses Beatrix der Nederlanden ·
prinses Margriet der Nederlanden ·
koning Willem-Alexander der Nederlanden ·
Prins Hendrik der Nederlanden

Zie ook: Ridderorde